# Сава (име)
Сава је мушко лично име у јужнословенским језицима. У њих је ушло преко грчког језика, а само име је изведено из арамејске речи саба, која значи „старац”.
Можда најпознатији пример је српски средњовековни кнез замонашен Свети Сава. У Хрватској се Сава среће као мушко име код Срба и као женско код Хрвата, исто тако у Босни и Херцеговини, резултат традиције давања имена женској деци по рекама – у овом случају по реци Сава. Користи се и у румунском, где је такође презиме.

## Познате особе са тим именом
- Свети Сава, српски светитељ
- Сава Петровић Његош, црногорски монарх
- Сава Антић, југословенски фудбалер
- Сава Бабић, српски књижевник
- Сава Бјелановић, српски политичар
- Сава Грујић, српски војник, државник и дипломата
- Сава Ковачевић, југословенски партизан
- Сава Мркаљ, српски лингвиста
- Сава Ранђеловић, српски ватерполиста, олимпијски шампион
- Сава Савановић, наводни вампир
- Сава Шумановић, српски сликар
- Сава Текелија, српски добротвор
- Сава Владиславић Рагузински, српски трговац-пустолов у руској служби